# Pat Buckley
Pour les articles homonymes, voir Buckley (homonymie) et Pat Buckley (bobeur).
Pat Buckley, né le 2 mai 1952 à Tullamore (Irlande) et mort le 17 mai 2024, est un ancien évêque catholique indépendant irlandais. Il est excommunié de l'Église catholique romaine.

## Biographie
Aîné de 17 enfants, Pat Buckley naît le 2 mai 1952 à Tullamore, dans le comté d'Offaly. Il déménage plusieurs fois, fréquentant des écoles à Carlow et à Dublin, avant d'entrer au séminaire de l'archidiocèse de Dublin à l'âge de 18 ans.
Ordonné prêtre de l'Église catholique en 1976, Pat Buckley rejoint le diocèse de Down et Connor en 1978. Il est nommé vicaire à la cathédrale St Peter de Belfast, où il reste pendant cinq ans. Il est ensuite muté à Larne et, en 1986, à la suite d'une dispute avec l'évêque de l'époque, Cahal Daly, il quitte l'Église catholique et fonde The Oratory Society la même année. Il se décrit lui-même comme « l'aumônier officieux » des catholiques et des chrétiens mécontents et aliénés, ainsi que d'autres personnes, de toute l'Irlande et d'ailleurs.
En dehors de la religion, Pat Buckley est élu conseiller indépendant à l'ancien conseil municipal de Larne en 1989, mais perd son siège aux élections suivantes. La même année, il obtient une maîtrise en sciences sociales à l'université Queen's de Belfast. 
En octobre 1999, il confirme publiquement son homosexualité et, en février 2010, il épouse Eduardo Yanga, originaire des Philippines, lors d'une cérémonie à Larne.
En 2013, Pat Buckley admet avoir participé à des mariages blancs utilisés pour aider des ressortissants de pays non membres de l'Union européenne à obtenir le statut de résident au Royaume-Uni. Il est condamné à une peine d'emprisonnement de trois ans et demi, assortie d'un sursis de trois ans, car il est traité pour des problèmes médicaux, notamment le VIH.
Pat Buckley meurt le 17 mai 2024 à l’âge de 72 ans.